# 富永英義
富永 英義（とみなが ひでよし、1939年（昭和14年）4月1日 - ）は、日本の工学者。専門は、情報通信網工学。公益財団法人電磁応用研究所理事長。早稲田大学名誉教授。

## 経歴
情報通信技術の分野において、ディジタルマルチメディアに対する各種の符号化方式の提案と国際標準化のための体系化を行い、その成果として、磁気記録と画像通信の研究分野において画期的な情報の符号化方式を創案して国際準備化に貢献するなど、この学問領域において世界を代表する著名な研究者である。代表的な成果を三つ列挙する。
1. 磁気記録における変調方式と伝送符号に関する研究により、日本における電子交換機で構成装置の一部として実用化され、昭和43年に日本電信電話公社総裁表彰と梶井賞を受賞した。
2. ファクシミリ二次元符号化方式を初めて実現し、実用的で高効率な情報圧縮方式を示したことで、ITUにおけるG3ファクシミリの国際標準化に大きな影響を与え、国際標準化活動に大きく貢献し、平成2年に電子情報通信学会業績賞を受賞した。
3. 階層型動画像符号化方式を発明し、複数の解像度の再現を可能とする新しい情報圧縮方式を導き出したことにより、ISO/IEC　JTC1に影響を与え、動画像符号化方式の国際標準化団体として今日広く認知されているMPEGが創設され、MPEGの創立メンバーの一人として国際的にも認知されている。また、平成7年に電子情報通信学会業績賞を受賞した。

また同時に、若い研究者育成にも非常に熱心に取り組み、平成10年に早稲田大学国際情報通信研究センター（GITI）所長として、研究独立大学院を設立して、早稲田大学内における情報通信研究教育の基盤を確立し、アジア諸国を中心とした研究教育の連携と共に、産官学の共同研究体制を構築するなど、情報通信分野における人材育成にも多大な貢献をした。

## 略歴
- 1939年、東京都に生まれる
- 1957年、東京都立小山台高等学校卒業
- 1962年、早稲田大学第一理工学部電気通信学科卒業、同大学院へ
- 1964年、早稲田大学大学院理工学研究科修士課程修了、日本電信電話公社勤務
- 1971年、早稲田大学理工学部助教授、財団法人電磁応用研究所（2012年11月に公益財団法人に移行）理事（現任）
- 1973年、工学博士（早稲田大学）学位授与
- 1974年、ISS’76 （電子交換国際会議、International Switching Symposium）実行委員会委員
- 1976年、早稲田大学理工学部教授
- 1986年、早稲田大学理工学部電子通信学科主任
- 1988年、AIC（Asian ISDN Council：後にAsian Infor-Com に改称）日本委員会実行委員長
- 1990年、IEEE Tokyo Chapter ComSoc Chairlman(東京支部長相当)
- 1994年、IEEE Tokyo Chapter,BT(Broadcast Technology),Chairman(放送技術委員会委員長相当)、IEEE Tokyo Chapter,COM(Communication),Chairman（通信委員会委員長相当）、早稲田大学評議員、早稲田大学商議員
- 1995年、電子情報通信学会通信ソサイエティ会長、早稲田大学大学院理工学研究科教授
- 1998年、早稲田大学国際情報通信研究センター（GITI）初代所長
- 2000年、早稲田大学大学院国際情報通信研究科教授（兼任）
- 2001年、財団法人電磁応用研究所（2006年11月に公益財団法人に移行）理事長
- 2002年、早稲田大学大学院国際情報通信研究科（独立大学院）委員長
- 2003年、画像電子学会会長［2］
- 2007年、電子情報通信学会会長［3］
- 2009年、早稲田大学理工学部名誉教授

## 受賞歴・叙勲歴
- 電気通信学会稲田賞［4］（1963年）
- 日本電信電話会社総裁表彰（1968年）
- 日本電信電話会社梶井賞（1968年）
- 電子情報通信学会業績賞（イ項）［5］（1990年）
- 画像電子学会論文賞（1990年）
- ITU協会賞（1991年）
- 情報化月間郵政大臣賞（1991年）
- 電子情報通信学会業績賞（ロ項）［6］（1995年）
- エリクソンテレコミュニケーションアワード‘98（1998年）
- 画像電子学会論文賞（2000年）
- 電子情報通信学会フェロー（2000年）
- 画像電子学会論文賞（2002年）
- 画像電子学会フェロー（2003年）
- 電子情報通信学会功績賞（2004年）
- 早稲田大学大隈記念学術褒賞［7］（2008年）
- 瑞宝中綬章受章（2017年）[2]